# Fenny

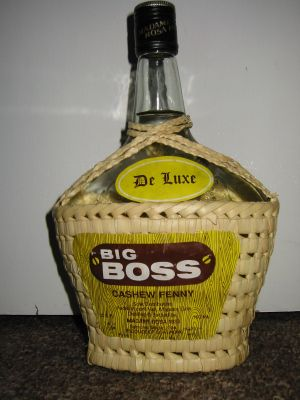
Botella de feni "Big Boss" de anacardo.

El feni es un licor propio de Goa (India) preparado a base de coco o de jugo de anacardo (cajú).  El feni (es conocido también como fenny) se originó en Goa, donde los colonos portugueses introdujeron el anacardo brasileño y en general es considerado que el feni de Goa posee superior calidad. Las marcas más famosas de feni son 'Cashyo', 'Reals' y 'Big Boss'. Goa lo ha registrado como denominación de origen lo que permitirá solo a los fabricantes de Goa nombrar a sus bebidas producidas en la región como feni o 'Goan Cashew Feni'.